# Yukari Kinga
Yukari Kinga (近賀 ゆかり, Kinga Yukari, Yokohama, 2 mei 1984) is een Japans voetbalster die als verdediger.

## Carrière
Zij speelde voor onder meer Nippon TV Beleza, INAC Kobe Leonessa en Arsenal WFC.
Zij nam met het Japans vrouwenvoetbalelftal deel aan de Wereldkampioenschappen in 2007, daar stond zij in alle drie de wedstrijden van Japan opgesteld. Japan werd uitgeschakeld in de groepsfase. Zij nam met het Japan deel aan de Olympische Zomerspelen in 2008. Daar stond zij in alle zes de wedstrijden van Japan opgesteld, en kwam met Japan tot de halve finale. Zij nam met het Japans elftal deel aan de Wereldkampioenschappen in 2011. Daar stond zij in alle zes de wedstrijden van Japan opgesteld, en Japan behaalde goud op de Spelen. Zij nam met het Japans elftal deel aan de Olympische Zomerspelen in 2012. Daar stond zij in alle zes de wedstrijden van Japan opgesteld, en Japan behaalde zilver op de Spelen. Zij nam met het Japans elftal deel aan de Wereldkampioenschappen in 2015, en Japan behaalde zilver op de Spelen.

## Statistieken
| Japans vrouwenvoetbalelftal | Japans vrouwenvoetbalelftal | Japans vrouwenvoetbalelftal |
| Jaar                        | Wed.                        | Dlp.                        |
| --------------------------- | --------------------------- | --------------------------- |
| 2005                        | 1                           | 0                           |
| 2006                        | 2                           | 0                           |
| 2007                        | 16                          | 0                           |
| 2008                        | 18                          | 1                           |
| 2009                        | 3                           | 1                           |
| 2010                        | 15                          | 2                           |
| 2011                        | 17                          | 0                           |
| 2012                        | 15                          | 1                           |
| 2013                        | 1                           | 0                           |
| 2014                        | 4                           | 0                           |
| 2015                        | 5                           | 0                           |
| 2016                        | 3                           | 0                           |
| Totaal                      | 100                         | 5                           |